# كايل غراهام
كايل غراهام (بالإنجليزية: Skinny Graham)‏ هو لاعب كرة قاعدة أمريكي، ولد في 14 أغسطس 1899 في أوك غروف في الولايات المتحدة، وتوفي بنفس المكان في 1 ديسمبر 1973.

## وصلات خارجية
- كايل غراهام على موقعبيزبول رفرنس.كوم (الدوري الرئيسي) (الإنجليزية)